# Värmlandsbro
Värmlandsbro är en ort i Bro socken i Säffle kommun, 8 km nordost om Säffle utmed europaväg 45. Från 2015 avgränsar SCB här en småort.
Området utgjorde före 2015 tillsammans med Brotorp tätorten Värmlandsbro. Vid avgränsningen 2015 delades denna tätort och den norra delen Brotorp kom då att räknas som en tätort med samma tätortskod som tätorten Värmlandsbro hade 2010.
En halv kilometer väster om orten ligger Bro kyrka.

## Befolkningsutveckling
| Befolkningsutvecklingen i Värmlandsbro 1960–2015                        | Befolkningsutvecklingen i Värmlandsbro 1960–2015 | Befolkningsutvecklingen i Värmlandsbro 1960–2015 | Befolkningsutvecklingen i Värmlandsbro 1960–2015 | Befolkningsutvecklingen i Värmlandsbro 1960–2015 |
| ----------------------------------------------------------------------- | ------------------------------------------------ | ------------------------------------------------ | ------------------------------------------------ | ------------------------------------------------ |
|                                                                         |                                                  |                                                  |                                                  |                                                  |
| År                                                                      |                                                  |                                                  | Folkmängd                                        | Areal (ha)                                       |
| 1960                                                                    | 1960                                             |                                                  | 274                                              |                                                  |
| 1965                                                                    | 1965                                             |                                                  | 324                                              |                                                  |
| 1970                                                                    | 1970                                             |                                                  | 521                                              |                                                  |
| 1975                                                                    | 1975                                             |                                                  | 760                                              |                                                  |
| 1980                                                                    | 1980                                             |                                                  | 713                                              |                                                  |
| 1990                                                                    | 1990                                             |                                                  | 642                                              | 82                                               |
| 1995                                                                    | 1995                                             |                                                  | 583                                              | 87                                               |
| 2000                                                                    | 2000                                             |                                                  | 559                                              | 87                                               |
| 2005                                                                    | 2005                                             |                                                  | 514                                              | 87                                               |
| 2010                                                                    | 2010                                             |                                                  | 501                                              | 86                                               |
| 2015                                                                    | 2015                                             |                                                  | 191                                              | 60#                                              |
| 2020                                                                    | 2020                                             |                                                  | 171                                              | 70#                                              |
| Anm.: Delades 2015 då Brotorp räknades som en egen tätort # Som småort. |                                                  |                                                  |                                                  |                                                  |

## Samhället
I samhället ligger Värmlandsbro skola med förskoleklass upp till årskurs sex. 
Järnvägsstationen Värmlands Bro öppnades den 1 december 1879. Den lades ned den 12 maj 1968, men återöppnades den 8 januari 2006. Den lades ned igen i december 2014.

## Näringsliv
En stor arbetsgivare är Moelven byggmoduler AB som ligger mellan Brosjön och stationsbyggnaden. Här finns även AP Däckservice och matföretaget Grön ko.